# آرلی پترس
 آرلی پترس (انگلیسی: Arlie Petters؛ زاده ۸ فوریه ۱۹۶۴) یک فیزیک‌دان اهل ایالات متحده آمریکا است.